# الجافلیه
الجافلیة (به عربی: الجافلیة) یک منطقهٔ مسکونی در امارات متحده عربی است که در دبی، امارات واقع شده‌است.